# Histoire de Sours

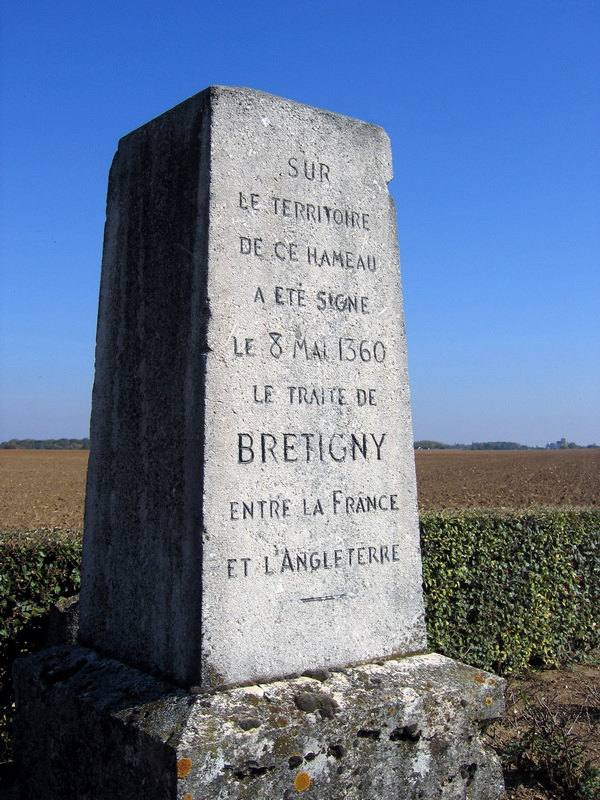
Sours (Eure-et-Loir), hameau de Brétigny : monument commémoratif du Traité de Brétigny.

L'histoire de Sours retrace la vie passée de la commune de Sours dans le département français d'Eure-et-Loir, de la préhistoire à nos jours.

## Préhistoire
Lors de la migration des peuples de la vallée du Danube, vers 5000 av. J.-C. un groupe d'entre eux se sédentarisent et construisent des habitations sur l'actuel lotissement des Ouches. Ils commencent à élever et cultiver.
Les fondations de ce village agricole ont été révélées le 19 juin 2007 par les archéologues du service d'archéologie de la ville de Chartres.
À l'âge du fer, vers 800 av. J.-C., sur les fondations du village néolithique abandonné, des hommes construisent un grand bâtiment protégé d'un double enclos et plusieurs structures isolées à proximité.
Il s'agit d'une découverte importante de par l'absence, auparavant de sites datant de cette époque dans la région, comme en témoigne le rapport des archéologues qui ont travaillé sur le site des Ouches :

« La fouille du site des Ouches à Sours (28) a permis la mise au jour d’une importante occupation du Néolithique ancien et la découverte, dans la partie nord de l’emprise, de plusieurs structures datables du début de l’âge du Fer (Hallstatt C). Elles correspondent à des structures domestiques (un bâtiment et des fosses) et à une entité “ cultuelle ”: un double enclos en “ U ”. L’habitation et ses annexes sont représentées par un bâtiment de plan quadrangulaire sur poteaux et une grande fosse riche en mobilier (céramiques, ossements et silex taillés). Cette structure peut être associée au fonctionnement d’un four de type “ polynésien ” et avoir servi de fosse de rejet.
Le double enclos, ouvert vers le nord, est localisé au nord-est du site. Même si trois céramiques entières ont été trouvées dans son fossé externe, l’essentiel du mobilier céramique (177 individus sur 192) est issu de la grande fosse. Il s’agit principalement de coupes, de jattes parfois incisées, de petits gobelets à panse globulaire typiques du Hallstatt C ou de vases servant au stockage. Ils sont dotés de manière régulière de cordons digités.
Ce petit établissement du début de l’âge du Fer a livré un bon échantillon des céramiques en usage en Eure-et-Loir à cette époque ainsi que des vestiges archéozoologiques et lithiques en quantité intéressante. Ces découvertes donnent de nouvelles informations sur les affinités culturelles à la transition entre l’âge du Bronze et l’âge du Fer, période peu documentée dans le nord de la région Centre. »

— Archéologues : Frédéric Dupont, Bruno Lecomte, Jérémie Liagre, Julie Rivière et Jonathan Simon.

## Antiquité
Le domaine de La Saussaye, hameau actuel de Sours est situé en bordure de l'axe Chartres-Orléans, qui au départ s’appelait « Chemin de César ». Il s'agissait d'une voie antique de l'époque gallo-romaine qui reliait Rouen à Orléans.

## Moyen Âge

### L'influence de la commanderie

La croix rouge de l'ordre de temple à qui a appartenu la Commanderie

Alix de France, la fille du roi Louis VII et d'Aliénor d'Aquitaine, fit don de ses possessions immobilières de Sours aux instances religieuses de la région à la mort soudaine de son époux Thibaut V en 1191.
La grande ferme fut confiée aux Templiers puis aux Hospitaliers de l'ordre de Saint-Jean de Jérusalem]. Ces derniers en firent une importante commanderie du pays de Chartres. C'est aussi à cette époque que l'on construit la première église Saint-Germain de Sours.
Plusieurs historiens rapportent qu'on prétend aussi qu'à cette époque, ces templiers avaient construit plusieurs gigantesques souterrains menant par exemple au château de Sours ou encore à la Cathédrale Notre-Dame de Chartres. Il est dit aussi que l'on peut encore voir l'entrée et les premiers mètres des souterrains.
Guillaume de Chartres a été parfois mentionné comme y ayant été reçu avant de devenir maître de l'ordre du Temple en 1210. En fait, il y a eu confusion avec Guillaume III de Ferrières, Vidame de Chartres, qui possédait un grenier dans un hameau de Sours, Génerville et c'est en 1204 que, pour remercier les religieux de leur accueil, ce Guillaume fait don aux frères de deux muids de grain à prendre chaque année dans son grenier. Plusieurs Guillaumes de la famille de Chartres ont été templiers, d'où une certaine confusion. On a même donné un second fils à Milon IV du Puiset, vicomte de Chartres en le désignant comme celui qui devint maître de l'ordre du Temple mais c'est inexact.
À partir de cette époque et pour longtemps, la commanderie fut l'une des plus importantes de France.
La commanderie, afin d'asseoir son autorité et d'assurer sa tranquillité fut fortifiée avec des pierres de Berchères et habitée par des guerriers.
Aujourd'hui, on peut voir les restes d'une porte fortifiée à l'entrée d'une grande ferme. Ces vestiges sont situés sur la place de Verdun.

### Un château de Sours, lieu historique de la guerre de Cent Ans
Près de 150 ans plus tard, le 8 mai 1360, en pleine guerre de Cent Ans, le roi Édouard III d'Angleterre et son armée sont pris sous un violent orage alors qu'ils campent entre les actuelles communes de Sours et de Nogent-le-Phaye.
Persuadé qu'il s'agit là d'un message de Dieu qui souhaite la paix avec le Royaume de France, il rassemble ses plénipotentiaires et ceux de Charles, fils du roi Jean II le Bon qui se rencontrent dans un château près du hameau de Brétigny (fief vassal de la baronnie d’Auneau), probablement au Château de Sours encore appelé château des Laval ou dans un château aujourd'hui détruit et qui se situait sur l'actuel hameau de La Saussaye.
Là-bas, ils fixent ensemble les modalités d'un traité de paix et qui sera ratifié par les deux souverains et leurs fils à Calais le 24 octobre 1360.
Le bénéfice de cet accord sera une trêve de neuf ans dans la guerre de Cent Ans. L'armée du roi d'Angleterre ayant campé sur les champs à l'époque, on enleva aux paysans de Brétigny le paiement de la dîme en mémoire de cet événement. Ils gardèrent cet avantage jusqu'à la Révolution française.

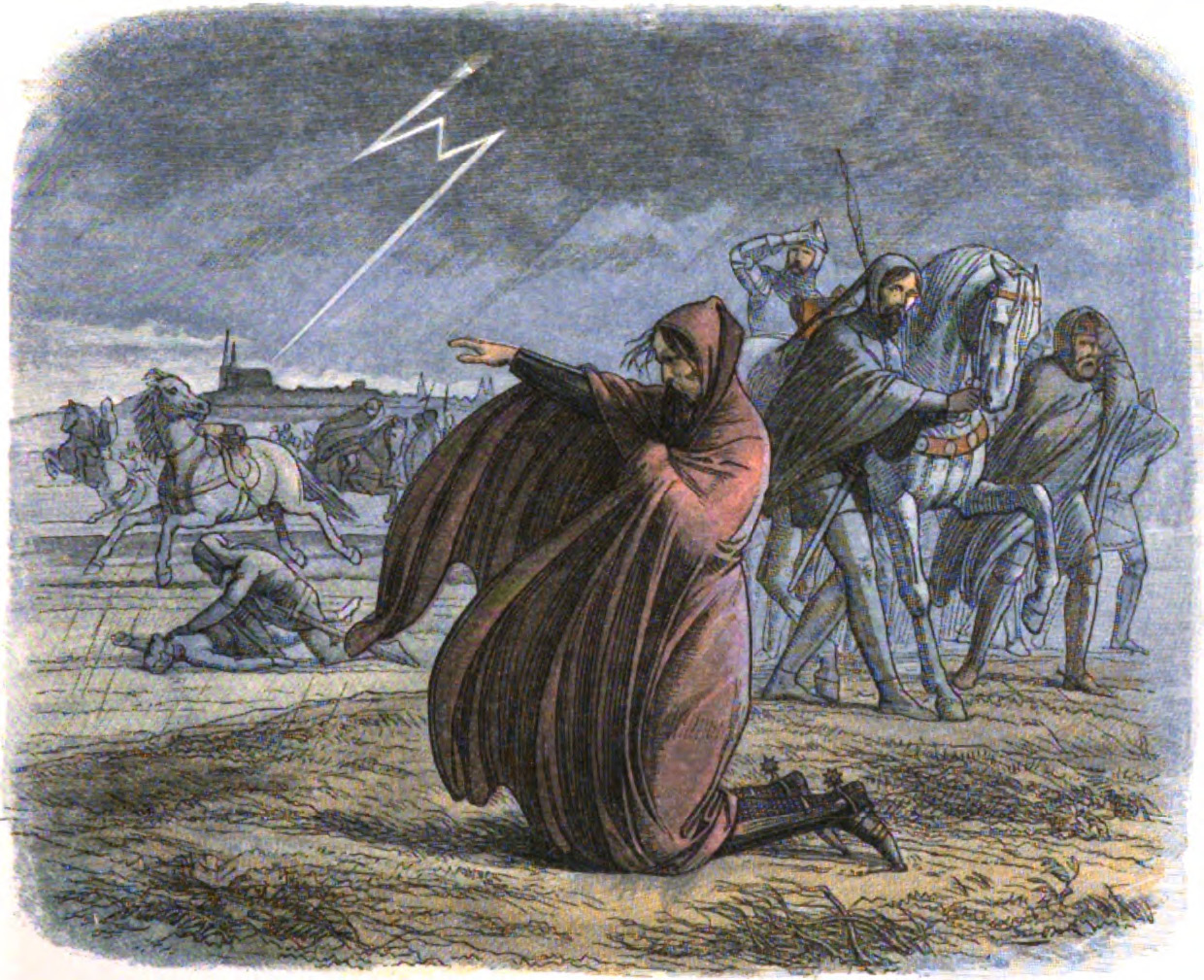
Le roi Édouard III, pris avec son armée sous la tempête dans les champs de Sours, implore le pardon de Dieu et envisage la paix. En arrière-plan, on reconnaît la Cathédrale Notre-Dame de Chartres[15].
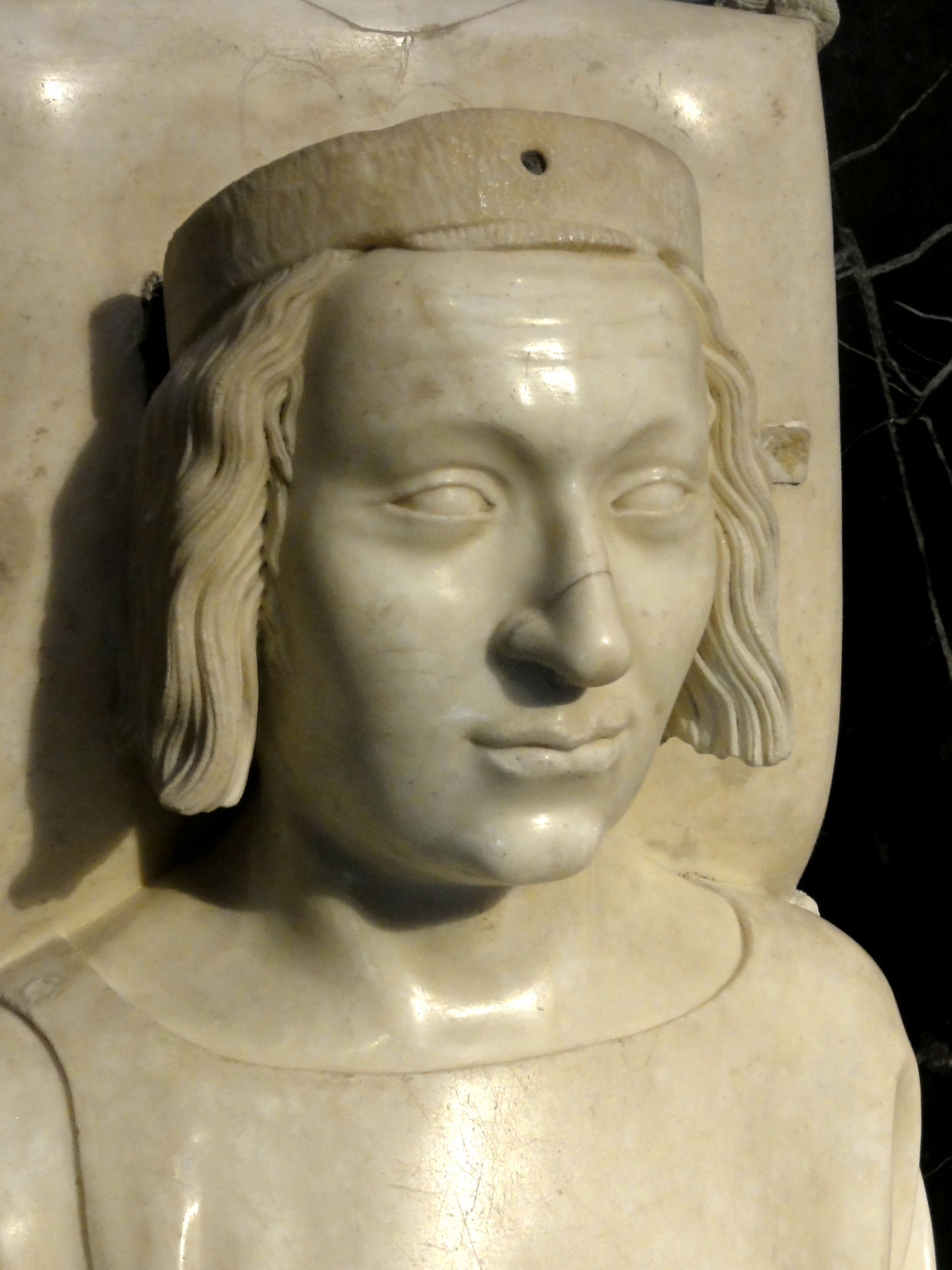
Basilique de Saint-Denis, gisant du roi   Charles V « le Sage » qui ratifia les accords conclus à Brétigny.
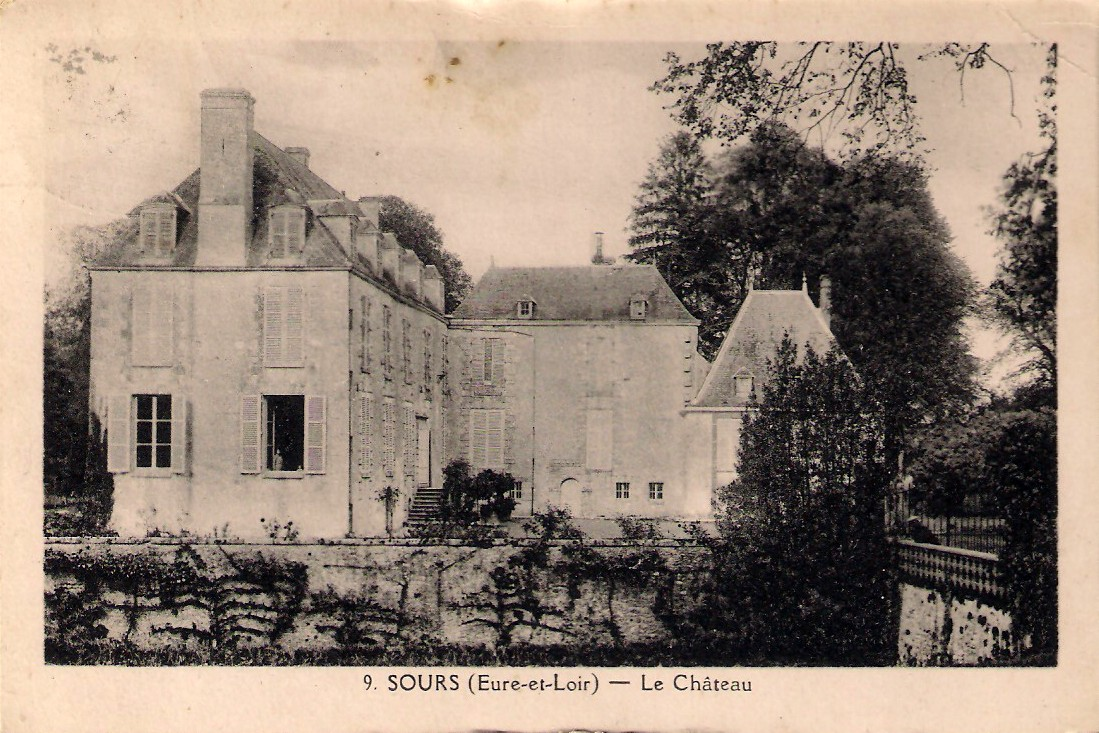
Château de Sours.

## Epoque moderne
Vers 1450, Robert de Bugy, contrôleur des greniers à sel de la région de Blois et écuyer du roi François Ier, construit un château comparable au château de Troussay sur les terres de Sours, au bord de la route d'Orléans, sur le hameau actuel de La Saussaye.

### Sours, fort des garnisons d'Henri IV contre la ligue catholique

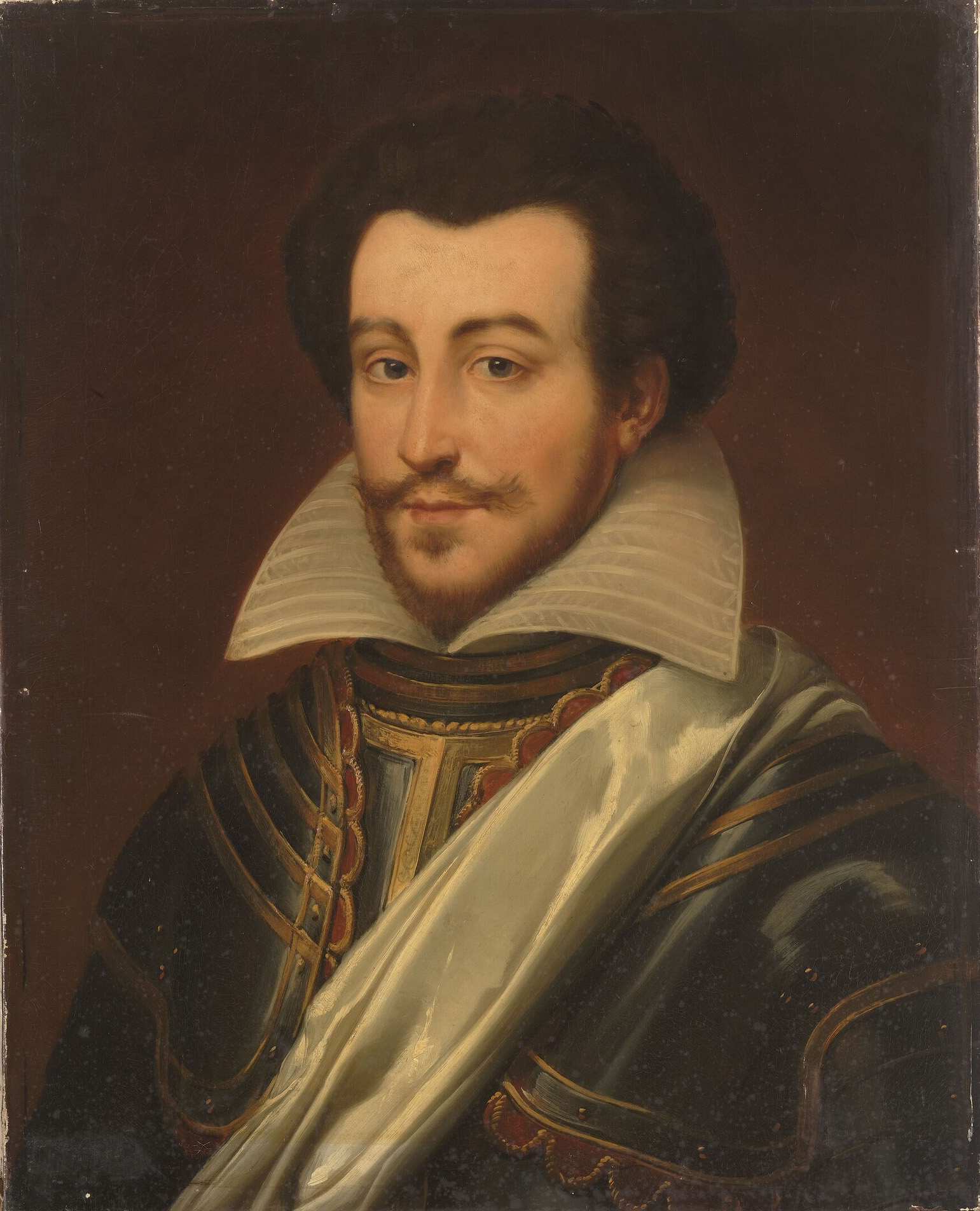
Le duc Claude de La Tremoille qui s'empara du fort de Sours avec une garnison de l'armée d'Henri IV.

Pendant les guerres de religion, lors du siège de Paris de 1590, Henri IV affronte la ligue catholique dans tout le nord-ouest du pays. Cette dernière fuit l'offensive d'Henri IV et s'empare de Chartres après sa défaite à la bataille d'Ivry le 14 mars 1590.
Le duc Claude de La Trémoille, 2e vicomte de Thouars, se bat pour Henri IV et pourchasse l'armée de la ligue catholique. Il établit sa garnison à Sours, « dans un fort situé près de l'église Saint-Germain » (probablement la commanderie). Il harcela et sabota de nombreuses entreprises des valets de la ligue depuis cette position.
Afin de résoudre le problème que leur posaient cette garnison (mais aussi par pure vengeance), des soldats et des artilleurs de la ligue menés par un certain « La Bourdinière », détruisirent le fort à coups de canons et pillèrent le village de Sours.

### L'époque des quatre moulins
Au XVIIe siècle, le domaine du château de Robert de Bugy est agrandi, doté de communs et de deux ailes, tandis que se développe, à l'arrière, un magnifique parc à la française. En 1732, pour la première fois, l'édifice change de propriétaires : la dernière descendante de Robert de Bugy vend le château à la famille Pelluys, notaires blésois.
Vers 1750, la commune, qui compte 1 634 habitants, est un site agricole en devenir. À cette époque, la carte de Cassini fait figurer quatre moulins à vent sur la commune. Les moulins sont également présents sur la carte d'état-major qui date de 1827.
Dans de vieux écrits et dans les noms de rues ou de lieux-dits, quatre noms de moulins peuvent être repérés :
- Le moulin de la Commanderie ;
- Le moulin Pathée ;
- Le moulin de Pierre ;
- Le moulin du château de Sours.

### Les ravages de la tempête de 1788
Le 13 juillet 1788, vers 7 heures du matin, un grand orage décrit comme « un fléau ravageant les villages » atteint Sours. Ce petit cataclysme est fait de vents violents, d'une chute massive de grêle puis de neige et enfin d'un épais brouillard qui endommagent très sérieusement la commune. Les récoltes de blé sont quasi-détruites cette année-là et entraînent la disette, la ruine et beaucoup de décès parmi les habitants. Deux des trois moulins sont renversés par les vents. On comptera deux morts et une dizaine de handicapés à vie après cet accident. Cette période de misère et de faim sera l'un des principaux déclencheurs de la Révolution française.
Le curé de Saint-Germain de Sours relate la tempête dans le registre paroissial (certains des mots écrits sont illisibles) :

« Le 13 juillet, le dimanche à sept heure et demie du matin, le curé étant à confesse dans la sacristie un ouragan affreux qui avait été précédé d'un tonnerre entièrement (…) mais (…) pendant environ une demi-heure a commencé avec la plus grande impétuosité la grêle a été si fortement abondante, l'orage a été si furieux qu'en cinq minutes, les grains, les fruits, de toute (…) ont été hachés la moisson qu'on devoie commencer quelques jours après a été entièrement détruite en sorte que ce qui reste coutera à ramasser plus qu'il ne vault. De quatre moulin celui de pierre est resté seul et fort endommagé les trois autres ont été renversés et détruits.
Dans celui du château, où six personnes étaient, deux ont été tués par la chute et les quatre autres blessés et ce qu'il y a de plus triste, notre pauvre église a été renversée depuis le pignon jusqu'au clocher qui reste seul a garanti ? Ce (…) du rondpoint fort ébranlé les voûtes de la vierge ont été transportés loin, toute la charpente jetée dans le cimetière et brisée. Heureusement que le sieur curé fut échappé ainsi que l'(…) qui l'entendoie et (…) à la porte (…) celuy que Dieu saint, oncle, luy inspire de se réfugier sous la voûte de la fontaine s'il (avait cherché) à se sauver c'eut aurait fait de luy autant que des deux personnes qui comme elles le luy ont dit n'auroient pas manqué de le suivre. »

## Epoque contemporaine

### XIXesiècle

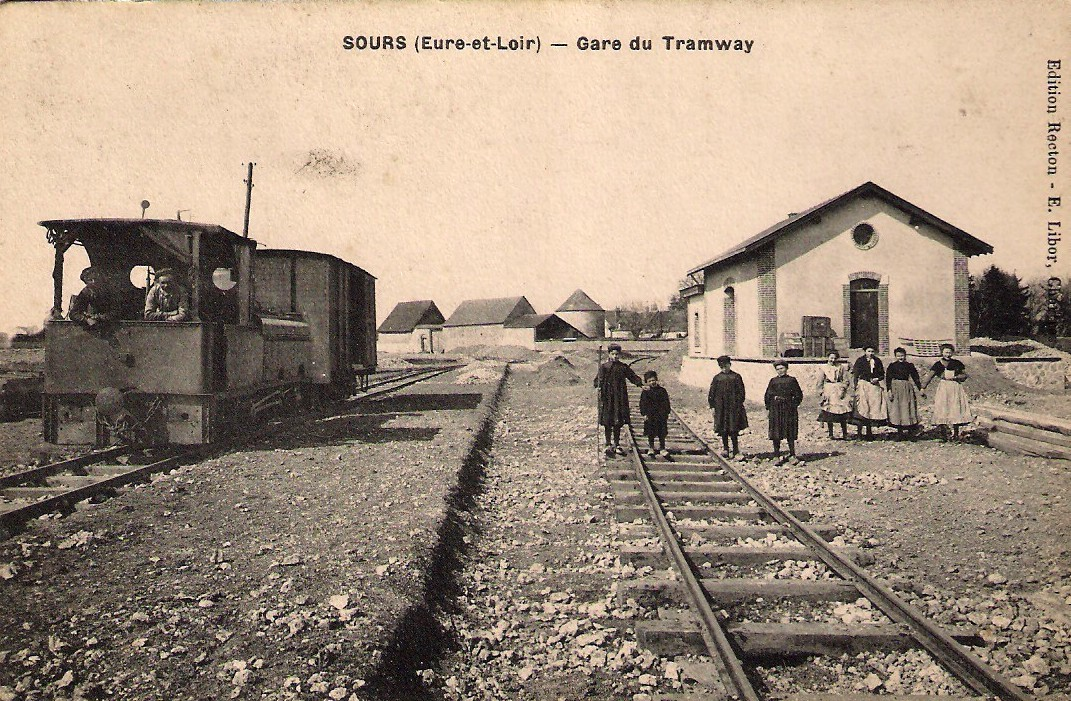
La gare des Tramways d'Eure-et-Loir de Sours.

Au début du XIXe, le village, dévasté par la tempête, est reconstruit. En 1803, l'église Saint-Germain finit d'être érigée avec les matériaux de l'église Saint-Hilaire de Chartres, qui n'a pas survécu au petit cataclysme. Le village est alors une paroisse dont dépendent ses hameaux actuels, Générville, Brétigny, Chandres.
Vers 1828, le château et le parc de Robert de Bugy est acquis par Louis de La Saussaye, grand érudit français. Le domaine gardera son nom jusqu'à nos jours.
En 1876, lorsque Théophile Hippolyte Bourgeois, cultivateur à Chandres, maire de Sours depuis 24 ans, décède, dans l'article annonçant son décès, il est écrit : "la commune de Sours est une des communes rurales les plus riches d'Eure-et-Loir : riche par les fortunes acquises, riche par le travail de ses habitants, riche par son instruction primaire. C'est aussi une commune à idées progressives et libérales, précisément parce qu'elle est riche, laborieuse et instruite. À peu près seule en Eure-et-Loir, la commune de Sours protesta contre l'Empire (comprendre le Second Empire), et vota toujours contre les hommes de Napoléon III... Une des premières, si ce n'est pas la première en Eure-et-Loir, la commune de Sours donna l'instruction gratuite, il y a une dizaine d'années."
À la fin du XIXe, le dernier moulin sera détruit dans un incendie allumée par un « fou » du village.

### XXesiècle
Vers 1900, Sours est une place importante de l'agriculture. La commune abrite entre autres une féculerie, dont on peut voir les vestiges au hameau de Chandres, une laiterie et un bâtiment du constructeur automobile Hotchkiss. La mairie et l'école de garçons sont situées dans l'actuelle « école maternelle de l'éveil », bâtiment d'époque.
En 1906 se crée l'Amicale des anciens élèves de l'école de garçons, une des premières associations loi 1901 de France. Elle est l'association 'mère' de la vie associative de la commune. En mars 1997, elle devient l'Amicale de Sours.
En 1908, une gare des Tramways d'Eure-et-Loir (T.E.L.) est construite au sud de la ville, au milieu des fermes et des usines agricoles. Son activité sera essentiellement liée au transport de marchandises pour l'exploitation céréalière. La petite gare sera une station des lignes « Chartres-Angerville » et « Sours-Prunay le Gillon ». Elles fermeront le 31 décembre 1935.
En 1909, le terrain d'aviation de Chartres, future base aérienne 122 Chartres-Champhol, entraine l'installation d'un "camp d'aviation" sur la commune, ainsi que les écoles d'aviation Savary et Houry. Des essais d'appareils aériens sont menés entre Sours et Nogent-le-Phaye, et certains records y sont même battus. Le camp partira pour le site de Champhol en 1922, jusqu'à sa fermeture, en 1997, la piste d'aviation demeurant civile.

### XXIesiècle
En 2005, une ferme de polyculture du hameau de Chandres ouvre une microbrasserie produisant de la bière rousse, blonde, blanche et brune, artisanale : l'Eurélienne. La bière l'Eurélienne a reçu la médaille d'argent au concours général agricole du Salon de l'agriculture en mars 2012.
En 2015, un fait divers se déroulant à Sours défraie la chronique. Le 23 avril, cinq salariés de l’Intermarché ont été intoxiqués par un gâteau d'anniversaire au cannabis confectionné par leur collègue, le boucher du magasin Licencié par la suite, ce dernier sera condamné à huit mois de prison avec sursis et 1 500 € d’amende, pour usage et détention de stupéfiants, et administration de substance nuisible avec préméditation,. Parmi les victimes, il y avait une femme enceinte. L'ex-boucher aurait en fait voulu se venger de cette dernière avec qui il a eu une liaison et qui l'a éconduit.

### Sources et bibliographie
: document utilisé comme source pour la rédaction de cet article.
- V. Chevard, Histoire de chartres et de l'ancien pays chartrain : avec une description statistique du Département d'Eure-et-Loir, Durand-le-Tellier, imprimeur, 1801, 571 p. (lire en ligne).
- Histoire littéraire de la France : ouvrage commencé par des religieux bénédictins de la Congrégation de Saint Maur, et continué par des membres de l'Institut (Académie des inscriptions et belles-lettres), t. XXIII, Paris, 1856 (lire en ligne), p. 606-607.
- Ernest de Buchère de Lépinois, Histoire de Chartres, vol. 1, Chartres, Garnier éditeur, 1854 (lire en ligne).
- Eugène Mannier, Ordre de Malte : Les commanderies du grand-prieuré de France d'après les documents inédits conservés aux Archives nationales à Paris, Aubry & Dumoulin, 1872, 808 p. (lire en ligne), p. 138.
- Laurent Dailliez, Guide de la France templière, Paris, Table d'Emeraude, janvier 1990, 190 p. (ISBN 978-2-903965-23-5).
- Valérie Alaniece et François Gilet, Les Templiers et leurs Commanderies, l'exemple d'Avalleur en Champagne, Langres, Dominique Gueniot, 1995, 276 p. (ISBN 978-2-87825-117-3, LCCN 98203613).
- Ivy-Stevan Guiho, L'Ordre des templiers : Petite encyclopédie, Paris, L'harmattan, 2009, 290 p. (ISBN 978-2-2960-9240-2, lire en ligne).
- Michel Panis, Sours, petits récits et grande histoire, Editions Les Amis de la Bibliothèque de Sours, 2007.